# Cerkvena arhitektura
Cerkvena arhitektura se nanaša na arhitekturo stavb krščanskih cerkva. Razvijala se je v dveh tisoč letih krščanske religije, deloma z inovacijami in deloma z imitiranjem drugih arhitekturnih slogov, kot tudi odzivanjem na spreminjajoča se prepričanja, prakse in lokalne tradicije. Od rojstva krščanstva do danes so najpomembnejši predmeti preobrazbe za krščansko arhitekturo in oblikovanje velike cerkve Bizanca, romanske opatijske cerkve, gotske stolnice in renesančne bazilike s svojim poudarkom na harmoniji. Te velike, pogosto okrašene in arhitekturno prestižne zgradbe so bile prevladujoče lastnosti mest in podeželja, v katerih so stale. Vendar pa so bile v krščanstvu veliko številčnejše župnijske cerkve, ki so bile žarišče krščanske pobožnosti v vsakem mestu in vasi. Medtem ko nekatere veljajo za vzvišeno arhitekturno delo, ki ustreza velikim stolnicam in cerkvam, se je večina razvila po enostavnejših poteh, pri čemer se je pokazala velika regionalna raznolikost in pogosto lokalna ljudska tehnologija in dekoracija.
Stavbe so bile sprva urejene iz tistih, ki so bile prvotno namenjene drugim namenom, vendar so z vzponom izrazito cerkvene arhitekture cerkvene zgradbe vplivale na posvetne, ki so pogosto posnemale religiozno arhitekturo. Uporaba novih materialov, kot sta jeklo in beton, je v 20. stoletju vplivala na zasnovo cerkva. Zgodovina cerkvene arhitekture se deli glede na obdobja ter na države ali regije in po verski pripadnosti. Zadeva je zapletena zaradi dejstva, da so bile stavbe, postavljene z enim namenom, morda ponovno uporabljene za druge, da lahko nove gradbene tehnike omogočajo spremembe v slogu in velikosti, da lahko spremembe liturgične prakse spremenijo obstoječe zgradbe in da stavbo, ki jo je zgradila ena verska skupina, lahko uporablja naslednica z različnimi nameni.

## Izvor in razvoj cerkvene stavbe
Najpreprostejša cerkvena stavba obsega en sam prostor za zbiranje, zgrajen iz lokalno razpoložljivega materiala in z enakimi gradbenimi znanji kot domače stavbe. Takšne cerkve so na splošno pravokotne, toda v afriških državah, kjer so krožna stanovanja pravilo, so lahko cerkve tudi krožne. Preprosta cerkev je lahko zgrajena iz blatne opeke, protja in polnila, lesa ali ruševin. Lahko je pokrita s slamo, skodlami, valovito pločevino ali bananinimi listi. Toda cerkvene kongregacije si od 4. stoletja dalje prizadevajo za izgradnjo cerkvenih stavb, ki bi bile trajne in estetsko prijetne. To je privedlo do tradicije, ko so kongregacije in lokalni voditelji vlagali čas, denar in osebni ugled v gradnjo in okrasitev cerkva.
Lokalna cerkev je pogosto najstarejša zgradba in je večja od drugih vse do 19. stoletja, razen morda skednja. Cerkev je pogosto zgrajena iz najbolj trpežnega materiala, ki je na voljo, pogosto je to kamen ali opeka. Zahteve bogoslužja so na splošno terjale, da se cerkev razprostira iz enega samega prostora na dva glavna prostora, enega za občestvo (cerkvena ladja) in tistega, v katerem je duhovnik izvajal obrede maše (kot). K taki strukturi je bila pogosto dodana stranska ladja, stolp, kapele in zakristija ter včasih transepta in mrliške kapelice. Dodatno prostori so lahko del prvotnega tlorisa, vendar je bila v primeru številnih starih cerkva stavba razširjena po delih, različni deli pa pričajo o njeni dolgi arhitekturni zgodovini.

### Začetki
V prvih treh stoletjih zgodnjekrščanske cerkve je bilo prakticiranje krščanstva nezakonito, zgrajenih je bilo malo cerkva. Na začetku so kristjani častili skupaj z Judi v sinagogah in v zasebnih hišah. Po ločitvi Judov in kristjanov so slednji še naprej častili v hišah ljudi, znanih kot hišne cerkve. To so bili pogosto domovi premožnejših pripadnikov vere. Sveti Pavel v svojem prvem pismu Korintčanom piše: »Pozdravljajo vas Cerkve v Aziji. Iskreno vas v Gospodu pozdravljata Ákvila in Priska in Cerkev, ki se zbira v njuni hiši.«
Nekatere domače stavbe so bile prilagojene za delovanje kot cerkve. Ena najzgodnejših adaptiranih rezidenc je cerkev v Dura Europos, zgrajena kmalu po letu 200 našega štetja, kjer so z odstranitvijo zidu iz dveh sob uredili eno in postavili podij. Desno od vhoda je bila majhna soba spremenjena v krstilnico.
Nekatere cerkvene zgradbe so bile zgrajene posebej kot cerkveni sklopi, na primer tista nasproti palače cesarja Dioklecijana v Nikomediji. Uničenje je bilo zapisano tako:
 Ko je tisti dan zasijal, je v osmem mandatu konzula Dioklecijana in sedmem Maksimijana nenadoma, medtem ko še ni bilo svetlobe, prefekt z glavnimi poveljniki, tribunami in častniki zakladnice prišel v cerkev v Nikomediji, vrata prisilno odprli in povsod iskali idola Božanstva. Najdene so bile knjige Svetega pisma in jih zažgali; pripomočke in pohištvo so zaplenili. Tista cerkev, ki stoji na dvignjenih tleh, je bila na pogled palača; Dioklecijan in Galerij sta stala kot na stražnem stolpu in se dolgo prepirala ali bi jo bilo treba zažgati. Prevladoval je Dioklecijanov občutek, ker se je bal, da ne bi zažgal tako velik požar, da bi lahko zažgal del mesta, kajti cerkev so obdajalo številne in velike stavbe. Potem so pretorijske straže postavile bojno vrsto in s sekirami in drugimi železnimi pripomočki v nekaj urah izravnale to zelo visoko zgradbo s tlemi. 

### Od hišne cerkve do cerkve
Od 1. do zgodnjega 4. stoletja je večina krščanskih skupnosti častila v zasebnih domovih, pogosto na skrivaj. Nekatere rimske cerkve, na primer bazilika San Clemente v Rimu, so zgrajene neposredno nad hišami, v katerih so častili zgodnji kristjani. Druge zgodnje rimske cerkve so zgrajene na mestih krščanskega mučeništva ali na vhodu v katakombe, kjer so pokopavali kristjane.
Z zmago rimskega cesarja Konstantina I. v bitki pri Milvijskem mostu leta 312 je krščanstvo postalo zakonita in nato privilegirana religija Rimskega cesarstva. Vera, ki se je že širila po Sredozemlju, se je zdaj izrazila v stavbah. Krščanska arhitektura je bila narejena tako, da je ustrezala državljanskim in cesarskim oblikam, zato je bazilika, velika pravokotna sejna dvorana postala na splošno na vzhodu in zahodu, model za cerkve, z glavno in stranskimi ladjami ter včasih galerijami in svetlobnim nadstropjem. Medtem ko so imele državljanske bazilike apsido na obeh koncih, je imela krščanska bazilika navadno eno samo apsido, v kateri sta škof in prezbitri sedeli na podiju za oltarjem. Medtem ko so bile poganske bazilike osredotočene na cesarjev kip, so se krščanske bazilike osredotočile na evharistijo kot na simbol večnega, ljubečega in odpuščajočega Boga.
Prve zelo velike krščanske cerkve, zlasti Santa Maria Maggiore, San Giovanni v Lateranu in Santa Costanza, so bile zgrajene v Rimu v začetku 4. stoletja.

### Značilnost zgodnjekrščanske cerkvene zgradbe
Cerkvena zgradba, kot jo poznamo, je nastala iz številnih značilnosti antičnega rimskega obdobja:
- hišna cerkev
- atrij
- bazilika
- bema
- mavzolej: centralno načrtovana stavba
- tloris križa: latinski križ ali grški križ

#### Atrij
Ko so zgodnjekrščanske skupnosti začele graditi cerkve, so narisale eno posebno značilnost hiš pred njimi, atrij ali dvorišče s kolonado, ki ga obdaja. Večina teh atrijev je izginila. Lep primer ostaja pri baziliki San Clemente v Rimu, še ena je bila zgrajena v romanskem obdobju v  baziliki svetega Ambroža v Milanu. Potomce teh atrijev je mogoče videti v velikih kvadratnih križnih hodnikih, ki jih najdemo ob številnih stolnicah in v ogromnih kolonadnih trgih pri bazilikah svetega Petra v Rimu in sv. Marka v Benetkah ter Camposanto (Sveto polje) pri stolnici v Pisi.

#### Bazilika
Zgodnja cerkvena arhitektura ni črpala svoje oblike iz rimskih templjev, saj slednji niso imeli velikih notranjih prostorov, na katerih bi se lahko srečevala kongregacija. Rimska bazilika, ki se je uporabljala za sestanke, trge in sodišča, je bila model za veliko krščansko cerkev in je dala ime krščanski baziliki. 
Tako rimske bazilike kot rimske terme so imele v svojem središču veliko obokano zgradbo z visoko streho, ki jo je na obeh straneh podpirala vrsta spodnjih prostorov ali širok arkadni hodnik. Pomembna značilnost rimske bazilike je bila, da je imela na obeh koncih štrlečo eksedro ali apsido, polkrožni prostor, pokrit s polkrožno kupolo. Tu so sodili magistri, ki so imeli sodišče. Prešla je v cerkveno arhitekturo rimskega sveta in je bila na različne načine prilagojena kot značilnost stolnične arhitekture. 
Najzgodnejše velike cerkve, kot je bazilika sv. Janeza v Lateranu v Rimu, so bile sestavljene iz bazilike z enim apsidalnim koncem in dvorišča ali atrija na drugem koncu. Ko se je razvijalo krščansko bogoslužje, so procesije postale del postopkov. Procesijska vrata so bila tista, ki so vodila od najbolj oddaljenega konca stavbe, medtem ko so bila vrata, ki jih je javnost najbolj uporabljala, morda tista osrednja na eni strani stavbe, kot v baziliki ko je bila sodišče. Tako je v mnogih stolnicah in cerkvah. 

#### Bema
Ko se je število duhovščine povečevalo, majhna apsida, ki je vsebovala oltar ali oltarno mizo, na kateri sta bila v obredu svetega obhajila ponujena zakramentalni kruh in vino, ni zadostovala za njihovo namestitev. Dvignjen podij imenovan bema, je bil del mnogih velikih bazilikalnih cerkva. V primeru bazilike svetega Petra in San Paolo fuori le Mura (sv. Pavla zunaj zidov) v Rimu se je ta bema razširila bočno onstran glavne dvorane in tvorila dva kraka, tako da je stavba dobila obliko T s štrlečo apsido. Od tega začetka se je tloris cerkve razvil v tako imenovan latinski križ, ki je oblika večine zahodnih stolnic in velikih cerkva. Kraka križa imenujemo transept.

#### Mavzolej
Eden od vplivov na cerkveno arhitekturo je bil mavzolej. Mavzolej plemenitega Rimljana je bil kvadratna ali okrogla kupolasta struktura, v kateri je bil sarkofag. Cesar Konstantin I. je za hčerko Costanzo zgradil mavzolej s krožnim osrednjim prostorom, obdanim s spodnjim ambulatorijem ali obhodom, ločenim s kolonado. Pokopališče Santa Costanza je postalo mesto čaščenja in tudi grobnica. Gre za eno najzgodnejših cerkvenih zgradb, ki je bila centralna in ne vzdolžna. Konstantin je bil odgovoren tudi za gradnjo krožne, mavzoleju podobne cerkve Božjega groba v Jeruzalemu, ki je posledično vplivala na tloris številnih zgradb, vključno s tistimi, ki so bile zgrajene v Rimu, da bi lahko pospravili posmrtne ostanke proto-mučenika Štefana, San Stefano Rotondo in bazilika San Vitale v Raveni.
Starodavne krožne ali poligonalne cerkve so razmeroma redke. Majhno število, kot je Temple Church, London, je bilo zgrajeno med križarskimi vojnami v imitaciji cerkve Božjega groba kot osamljeni primeri v Angliji, Franciji in Španiji. Na Danskem so takšne cerkve v romanskem slogu veliko večje. V nekaterih delih Vzhodne Evrope so tudi okrogle stolpom podobne iz romanskih časov, vendar so večinoma ljudske arhitekture in majhnega obsega. Druge, kot je Rotunda svetega Martina v Višegradu na Češkem, so natančno podrobne.
Krožna ali poligonalna oblika se je naslonila na tiste stavbe znotraj cerkvenih kompleksov, ki opravljajo funkcijo, v kateri je zaželeno, da ljudje stojijo ali sedijo okoli, s centraliziranim fokusom. V Italiji so krožno ali poligonalno obliko uporabljali skozi srednjeveško obdobje za krstitve, v Angliji pa so jo prilagodili kapiteljskim dvoranam. V Franciji so stranske ladje sprejele poligonalni tloris, v Španiji pa se je enaka oblika pogosto uporabljala kot kapela.
Razen Santa Costanza in San Stefano je bilov Rimu še en pomemben kraj čaščenja, ki je bil prav tako krožen, ogromen starodavni rimski  Panteon, s številnimi nišami, ki jih zapolnjujejo kipi. Tudi ta je moral postati krščanska cerkev in svoj slog podariti razvoju katedralne arhitekture.

#### Latinski in grški križ
Večina stolnic in velikih cerkva ima tloris križa. V cerkvah zahodnoevropske tradicije je tloris po navadi vzdolžen, v obliki tako imenovanega latinskega križa, z dolgo ladjo, ki jo prečka transept. Transept je lahko zelo štrleč kot v York Minstru ali pa sploh ne, kot v stolnici v Amiensu.
Številne najstarejše cerkve Bizanca imajo vzdolžni tloris. V Hagiji Sofiji v Carigradu je osrednja kupola, okvirjena na eni osi z dvema visokima pol-kupolama, na drugi pa nizkima pravokotnima krakoma transepta, celotni tloris je kvadrat. Ta velika cerkev naj bi vplivala na gradnjo mnogih poznejših cerkva, tudi v 21. stoletju. Kvadratni tloris, v katerem so ladje, kapele in transept enake dolžine tvorijo grški križ, ki ga običajno prekriva kupola, je postal pogosta oblika Vzhodne pravoslavne cerkve, tako pa so zgrajene številne cerkve po vzhodni Evropi in Rusiji. Cerkve oblike grškega križa imajo pogosto narteks ali predprostor, ki se razprostira čez sprednji del cerkve. Takšen tloris naj bi pozneje sodeloval tudi pri razvoju cerkvene arhitekture v zahodni Evropi, predvsem v Bramantejevem tlorisu za baziliko svetega Petra.

## Razdelitev vzhodne in zahodne cerkvene arhitekture
Razdelitev rimskega cesarstva v 4. stoletju našega štetja je povzročila, da se je v vzhodnem in zahodnem delu cesarstva krščanski obred razvil na izrazito različne načine. Končni prelom je bil Velika shizma leta 1054.

### Vzhodna pravoslavna in bizantinska arhitektura
Vzhodno in zahodno krščanstvo sta se že zelo zgodaj začeli razhajati. Medtem ko je bila bazilika najpogostejša oblika na zahodu, je na vzhodu prevladoval bolj kompakten centraliziran slog. Te cerkve so bile po izvoru mučeniške, zgrajene kot mavzoleji, v katerih so bili grobovi svetnikov, ki so umrli med preganjanji, ki so se šele v celoti končala s spreobrnjenjem cesarja Konstantina I.. Pomemben ohranjen primer je mavzolej Galla Placidia v Raveni, ki je ohranil mozaične okraske. Izhaja iz 5. stoletja, morda je bil na kratko uporabljen kot oratorij, preden je postal mavzolej.
Te zgradbe so kopirale poganske grobnice in so bile kvadratne, križne s plitvimi štrlečimi kraki ali mnogokotniki. Pokrivale so jih kupole, ki so simbolizirale nebesa. Kraki za štrleče strehe so bili včasih pokriti s kupolami ali polkupolami, ki so bile nižje in so bile naslonjene na osrednji blok stavbe. Bizantinske cerkve, ki so bile centralnega tlorisa okoli kupolastega prostora, so na splošno imele določeno os proti apsidalni kapeli, ki je na splošno segala dlje kot druge apside. Ta projekcija je omogočila postavitev ikonostasa, zaslona, na katerem so obešene ikone in ki skriva oltar pred občestvom, razen na tistih točkah bogoslužja, ko se odprejo njegova vrata.
Arhitektura Konstantinopla (sodobni Carigrad) je v 6. stoletju ustvarila cerkve, ki so učinkovito kombinirale centralizirane tlorise in baziliko, s pol-kupolami, ki tvorijo os in obojestranskimi galerijami. Cerkev Hagija Sofija (danes muzej) je bila najpomembnejši primer in je imela ogromen vpliv tako na poznejšo krščansko kot tudi islamsko arhitekturo, kot sta Kupola na skali v Jeruzalemu in velika mošeja Omajadov v Damasku. Mnoge poznejše vzhodne pravoslavne cerkve, zlasti velike, združujejo centralni tloris, kupolast vzhodni konec s stransko ladjo na zahodu.
V Rusiji se je razvila različica centralizirane cerkve in je postala pomembna v 16. stoletju. Tu je bila kupola nadomeščena s precej tanjšo in višjo kolčno ali stožčasto streho, ki morda izvira iz potrebe, da prepreči, da bi sneg ostal na strehah. Ena najlepših primerov teh šotorastih cerkva je  cerkev Vasilija Blaženega na Rdečem trgu v Moskvi.

### Srednjeveški zahod
Sodelovanje v bogoslužju, ki je dalo cerkvi verando, je začelo upadati, ko je cerkev postajala vse bolj klerikalizirana; z vzponom samostanov so se spreminjale tudi cerkvene zgradbe. Dvosobna cerkev je postala v Evropi norma. Prvo 'sobo', ladjo je uporabljalo občestvo; druga 'soba', svetišče, je bila rezervirana za duhovščino in je bila tam, kjer se je darovala maša. To je potem od daleč lahko videlo občestvo skozi lok med sobama (od poznih srednjeveških časov lesena ali kamnita predelna stena, korna pregrada) in dvig hostije, obhajilni kruh, je postal središče daritve: kongregacija v tistem času na splošno ni sodelovala. Glede na to, da se je bogoslužje vršilo v latinščini, so se ljudje do te točke zadovoljevali s svojimi zasebnimi pobožnostmi. Nekatere cerkve so imele zaradi težavnostni pri  poglednih, strateško vrezane odprtine v stene in pregrade, skozi katere se je dviganje lahko videlo iz ladje. Spet zaradi načela dvojnosti, da mora vsak duhovnik vsak dan darovati svojo mašo in da je oltar mogoče uporabiti samo enkrat, so v verskih skupnostih potrebovali številne oltarje, za katere je bilo treba najti prostor.
Poleg sprememb bogoslužja je bil drugi večji vpliv na cerkveno arhitekturo v uporabi novih materialov in razvoju novih tehnik. V severni Evropi so bile zgodnje cerkve pogosto zgrajene iz lesa, zaradi česar skoraj nobena ni ohranjena. S širšo uporabo kamna benediktinskih menihov so v 10. in 11. stoletju postavili večje strukture.
Dvosobna cerkev, zlasti če je bila opatija ali stolnica, bi lahko dobila transepte. To so bili dejansko kraki križa, ki so zdaj sestavljali tloris objekta. Stavbe so postale bolj jasno simbolizirane, čemu so bile namenjene. Včasih bi križišče, ki je zdaj osrednji poudarek cerkve, poleg stolpov zahodnega konca ali namesto njih presegal ta stolp. (Znano je, da so se takšne negotove strukture zrušile - kot pri Elyju - in jih je bilo treba obnoviti.) Svetišča, ki zdaj zagotavljajo petje menihov ali kanonikovh, so postajala daljša in postajala kor, ločen od ladje s korno pregrado. Praktična funkcija in simbolika sta bili v procesu razvoja.

## Dejavniki, ki vplivajo na arhitekturo cerkve
Po vsej Evropi je bil postopek, s katerim se je oblikovala in gradila cerkvena arhitektura, v različnih regijah različen, včasih pa se je razlikoval od cerkve do cerkve v isti regiji in v istem zgodovinskem obdobju.
Med dejavniki, ki so določali, kako je bila cerkev zasnovana in zgrajena, so narava lokalne skupnosti, lokacija v naselju, mestu ali vasi ali je bila cerkev opatijska ali kolegijska ali je imela cerkev pokroviteljstvo škofa ali je imela cerkev pokroviteljstvo bogate družine in ali je cerkev vsebovala relikvije svetnika ali druge svete predmete, ki bi verjetno privabili romarje.
Kolegijske in opatijske cerkve, tudi tiste, ki so služile manjšim verskim skupnostim, na splošno kažejo bolj zapletene oblike kot župnijske cerkve na istem območju in podobnega datuma.
Cerkve, ki so bile zgrajene pod patronatom škofa, so običajno zaposlile kompetentnega cerkvenega arhitekta in pri oblikovanju izpopolnile slog, za razliko od graditelja župnijske cerkve.
Številne župnijske cerkve so imele pokroviteljstvo bogatih lokalnih družin. Stopnja, do katere to vpliva na arhitekturo, se lahko močno razlikuje. To lahko vključuje zasnovo in konstrukcijo celotne zgradbe, ki jo je financiral in nanjo vplival določen mecen. Po drugi strani pa so dokazi o pokroviteljstvu lahko vidni le v kapelah, grobnicah, spominskih obeležjih, opremi, vitrajih in drugih okraskih.
Cerkve, ki vsebujejo znane relikvije ali predmete čaščenja in so tako postale romarske cerkve, so pogosto zelo velike in so povzdignjene v status bazilike. Vendar pa tudi številne druge cerkve vključujejo telesa ali so povezane z življenjem določenih svetnikov, ne da bi privabljale nenehno romanje in finančno korist, ki jo to prinese.
Priljubljenost svetnikov, čaščenje njihovih relikvij ter velikost in pomen cerkve, zgrajene v čast, so nedosledne in so lahko odvisne od povsem različnih dejavnikov. Dva skoraj neznana bojevnika, San Giovanni in San Paolo, sta čaščena v eni največjih cerkva v Benetkah, ki so jo zgradili dominikanski bratje v konkurenci s frančiškani, ki so istočasno gradili cerkev Frari. Veliko manjša cerkev, ki je vsebovala truplo svete Lucije, mučenke, ki so jo častili katoličani in protestanti po vsem svetu in titularna svetnica številnih lokacij, je bila porušena v poznem 19. stoletju, da bi dala prostor železniški postaji v Benetkah.
Prva resnično baročna fasada je bila zgrajena v Rimu med letoma 1568 in 1584 za cerkev Il Gesù, matična cerkev Družbe Jezusove (jezuiti) ki je v arhitekturo vnesla baročni slog. Novi slog je v skladu s teološko nalogo družbe kot vodje protireformacije kmalu postal zmagovita značilnost katoliške cerkvene arhitekture.
Po drugi svetovni vojni so v norveško cerkveno gradnjo uvedli sodobne materiale in tehnike, kot so beton in kovinske plošče. Stolnica v Bodø je bila na primer zgrajena iz armiranega betona, ki omogoča gradnjo široke bazilike. V 1960-ih je prišlo do izrazitejšega preloma tradicije, saj je bila Arktična stolnica v Tromsø zgrajena iz lahkega betona in prekrita z aluminijastimi oplatami.